# Веселовка (Узденский район)
Веселовка (бел. Весяло́ўка) — посёлок в Узденском районе Минской области Республики Беларусь. В составе Хотлянского сельсовета.

## География
Ближайшие населённые пункты Толкачевичи-1, Толкачевичи-2, Новый Путь, Победа и др.

## История
До 1 апреля 1960 года посёлок входил в состав Шацкого сельсовета.

## Население

### Численность
- 2019 год — 18 человек

### Динамика
- 2009 год — 44 человек (перепись населения)[3]
- 2019 год — 18 человек (перепись населения)